# 미하일 알렉산드로비치 (트베리 대공)
미하일 알렉산드로비치(러시아어: Михаил Александрович, 1333년 ~ 1399년 8월 26일)는 트베리 공국의 대공이다.

## 생애

### 일생
1368년부터 1375년까지 트베리 공국의 대공으로 재위하였고 트베리 국공 보위에 재위 중 드미트리 돈스코이 블라디미르 대공국 대공과의 전투에서 승리하여 이후 1371년부터 1375년까지 트베리 블라디미르 대공국의 대공 직위를 겸하여 재위하였으며 이후 유폐되어 있던 폐공 드미트리 돈스코이가 쿠데타를 일으켜 블라디미르 대공국 대공 보위를 재탈취하자 쫓겨나게 된 1375년에는 트베리 공국의 대공으로 다시 강등 즉위하여 1375년부터 1399년까지 트베리 공국의 대공으로 재위하였고 1398년부터 이듬해 1399년 붕어할 때까지 적출 아들 후계공자 이반 대리 집정제후가 대리청정하였다.

### 사망
1399년 8월 26일을 기하여 향년 66세로 붕어하였다. 그가 붕어한 다음날인 1399년 8월 27일을 기하여 그의 아들인 왕태자 트베리의 이반이 트베리 공국 대리 집정제후로 취임하였으나 이듬해 1400년 1월 3일을 기하여 트베리 공국의 대공으로 정식 즉위하였다.

## 같이 보기
- 알렉산드르 네프스키